# Qaneith
Qaneith est une reine de la Ire dynastie de l'Égypte antique, épouse probable du roi Den.

## Attestation
Son nom figure sur une stèle en calcaire poli trouvée dans l'une des tombes secondaires du complexe funéraire du roi Den dans la nécropole d'Oumm el-Qa'ab à Abydos. Sur cette pierre tombale, elle porte deux titres extrêmement rares à la lecture incertaine. Peter Kaplony lit Seqer-Semty (« Prisonnière de guerre de Semty ») et Djéfa-Herou (« Nourrice ( ?) d'Horus »). Wolfgang Helck, quant à lui, lit Setret-Khasty (« Celle qui a été distinguée par [le roi] Khasty ») et Hetemet-Herou (« Celle qui a été parée par Horus »). Il s'agissait probablement de titres de privilège pour les maîtresses royales.

## Sépulture
Qaneith fut enterrée dans une tombe secondaire de la tombe de Den dans la nécropole d'Oumm el-Qa'ab à Abydos. Pendant la Ire dynastie, la tradition de l'Egypte ancienne voulait qu'une partie des membres de la famille royale soit enterrée dans des tombes secondaires, situées aux abords voire directement intégrées architecturalement au complexe funéraire royal.